# 新海设治局
新海设治局，是中华民国大陆时期時設置於河北省的設治局，位于河北省沿海地区，今河北省黄骅市。

## 历史沿革
民国二十六年（1937年）6月，由沧县东部和盐山县北部的沿海地区析置，局所驻韩村，属河北省第七行政督察区。民国三十四年（1945年）8月，中共中央山东分局决定，为纪念山东军区渤海分区副司令员黄骅，将设治局升县并更名为黄骅县。是年9月正式实行。但并不为国民政府所承认。民国三十四年11月，河北省调整行政督察区，新海设治局改属第三区。